# Ozyptila brevipes
Ozyptila brevipes es una especie de araña cangrejo del género Ozyptila, familia Thomisidae.

## Distribución
Esta especie se encuentra en Europa y Rusia (Europa al sur de Siberia).